# Tectran 6x6
Il Tectran VBT-2028 (6x6) è un autocarro armato da 10 tonnellate prodotto dall'azienda brasiliana Tectran Engenharia.
È stato concepito e sviluppato come veicolo, sia di supporto che di lancio, per il sistema d'arma ASTROS II dell'Avibras Aerospacial SA.

## Versioni
- AV-LMU - Veicolo lanciarazzi
- AV-RMD - Veicolo trasporto/rifornitore razzi
- AV-VCC - Veicolo posto comando
- AV-UCF - Veicolo di supporto alla direzione e controllo del tiro (veicolo con sistema radar)
- Veicolo officina (sia per apparati elettronici che meccanici)
- Veicolo trasporto personale